# Eutelsat 65 West A
Eutelsat 65 West A ist ein kommerzieller Kommunikationssatellit des französischen Unternehmens Eutelsat mit Sitz in Paris.
Er wurde am 8. März 2016 um 5:20 UTC mit einer Ariane-5-Trägerrakete vom Raketenstartplatz Centre Spatial Guyanais in eine geostationäre Umlaufbahn gebracht. Neben dem Transport des Satelliten hatte die Rakete, genauer ihre Oberstufe, als zusätzliche Aufgabe eine Flugdemonstration namens DEMOFLIGHT auszuführen. In deren Rahmen führte die ESC-A-Oberstufe mit 62,7 Kilonewton starkem HM7b-Haupttriebwerk eine Reihe Manöver durch. Ihr Beginn war für die Flugminute 43 angesetzt. Eine erste DEMOFLIGHT-Mission war im Rahmen des Ariane-5-Mission VA223 erfolgt.
Der dreiachsenstabilisierte Satellit ist mit 24 Ku-Band- und 10 C-Band-Transpondern und 24 Ka-Band-Spotbeams ausgerüstet und soll von der Position 65° West aus Brasilien und Lateinamerika mit Fernsehen und Internet versorgen. Er wurde auf Basis des Satellitenbus SSL 1300 von Space Systems Loral gebaut und besitzt eine geplante Lebensdauer von 15 Jahren.